# Popis likova u serijalu Sonic the Hedgehog
Sonic the Hedgehog poznata je serija igara i medijska franšiza koju je stvorila tvrtka Sega. Od prve igrice na Sega Mega Driveu u franšizu se pridružilo mnogo likova putem stripova, igrica i animiranih serija.

## Glavni likovi

### Sonic the Hedgehog
Sonic je glavni protagonist serijala i svih ostalih medija u franšizi. On je mladi plavi antropomorfni jež poznat po svojoj brzini i crvenim cipelama. Započeo je kao glavni konkurent Super Marija, ali su se kasnije počeli pojavljivati u mnogim igrama zajedno. Sonicova pozadina se mijenja što se tiče kontinuiteta. Sonic the Comic kaže da se Sonic rodio na izmišljenom planetu Mobiusu kao smeđi jež, ali nakon nuklearne reakcije je poplavio i postao brz, te dobio novo ime. Archie stripovi kažu da se rodio kao Ogilvie Maurice Hedgehog. Sonic voli brzinu, slobodu, pravdu i prirodu, prezire zlikovce, nemir, tugu i spore stvari. Sonica je glumilo čak više od petero glumaca (jedna od njih žena), i trenutni glas mu posuđuje Roger Craig Smith.

### Doktor Eggman
Doktor Ivo "Eggman" Robotnik je glavni negativac igrica i jedan od glavnih negativaca u mnogim drugim medijima. Kad je narastao je postao zli izumitelj koji stalno napada Sonica i prijatelje i pokušava pronaći Smaragde kaosa da preuzme svijet i napravi svoj Eggmanland/Robotnikland. Eggman zna biti komičan kad mu planovi ne uspiju, te zna biti zao prema svojim izumima i robotima. Nekad njegovi izumi imaju vrlo negativne posljedice, kao požare ili rastavljanje svijeta u komadiće. Eggman je isto imao mnogo glasova kao njegov nemesis, ali njegov glas od 2005. godine bio je Mike Pollock.

#### Gerald Robotnik
Gerald Robotnik je preminuli zli djed Eggmana koji je bio glavni negativac Sonic Adventure 2, iako je bio mrtav tijekom te igre, bio je sami razlog za glavnu prijetnju te igre. Bio je normalan čovjek, ali je poludio kad mu je organizacija G.U.N. upucala nećakinju Mariju (više informacija o Mariji nalazi se ovdje).

### Miles "Tails" Prower
Tails je osmogodišnji lisac i Sonicov pomoćnik. Tails je jako pametan i ima veoma izražene vještine u računarstvu i inženjerstvu. Snalazi se u popravljanju sprava i stvaranju izuma kao prevoditelj stranih jezika ili avion. Nadimak "Tails" dolazi od toga da ima dva velika dlakava repa kojim može letjeti i napadati zlikovce.

### Amy Rose
Amy, prije poznata kao Rosy the Rascal, je mala roza ježica koja sa sobom nosi Piko Piko Čekić koji napada neprijatelje. Amy je zaljubljena u Sonica i voli ga jer ju je spasio od Metalnog Sonica. U početku je imala zelenu majicu sa žutom suknjom, ali od Sonic Adventure je počela nositi srvenu haljinu. Amy, iako jako voli Sonica, zna se boriti za samu sebe, ali voli svoje društvo

### Metalni Sonic
Kao što ime kaže, Metalni Sonic je robot kojeg je stvorio Doktor Eggman kao kopiju pravog Sonica tako da ga može poraziti njegovim potezima. Ali, kao robot, malo je sporiji te sporije misli od Sonica, i zato ga Sonic svaki put može poraziti. U Sonic Heroes, njegovoj prvoj pojavi nakon Sonic CD, pokazao je svoju prvu transformaciju, Neo Metal Sonic, gdje je postao jači s oštrijim kandžama, no čak je i ovu formu Sonic porazio uz pomoć prijatelja Tailsa i Knucklesa. Također je imao par redizajna. U Sonic CD, prvoj pojavi, baza njegovog izgleda bila je izgled Klasičnog Sonica (nizak, kratke bodlje, krupan), ali nakon Sonic Adventure (osim u Sonic Generations), baza njegovog izgleda bila je izgled Modernog Sonica, i zato je postao mršaviji, s dužim bodljama i viši. Metalni Sonic je zao, ali u početku nije mogao biti dobar jer ga je napravio Eggman, nakon Sonic Heroes bio je zao odabirom. Vratio se kao glavni zlikovac u Sonic the Hedgehog 4 mini serijalu, i jedan od glavnih zlikovaca u Sonic Forces. Neka druga pojavljivanja gdje se može kontrolirati su Mario & Sonic igre, Sonic Rivals igre, Sonic Adventure 2: Battle, Sonic Drift 2, itd.

### Knuckles the Echdina
Sve o mišićima, nikad o mozgu, Knuckles je ozbiljni, snažni crveni ježak koji može lebdjeti. On je zaštitnik Master Smaragda i živi na Angel Islandu. Knuckles ima bodlje na rukavicama i njegove šake su mu najizraženija prednost, uvijek je spreman napasti neprijatelje, no i ovo mu je najveća slabost. Nekad napada prije no što promisli, i zato povrijedi druge ne namjerno. Također je jako naivan, u mnogim igricama ga Eggman manipulira da napadne Sonica.

### Chaotix
Chaotix je ime grupe četiri lika, često ih je navedeno samo troje. Mnogi fanovi ih vole i smatraju ih šarmantnim i komičnim. Chaotix su detektivi koji, u njihovoj prvoj pojavi, pomognu Knucklesu poraziti Eggmana.

#### Vector the Crocodile
Vector je vođa Chatoixa. On je uz to i najjači član koji se bori za tim u Sonic Heroes. Iako mu je prva pojava bila Knuckles' Chaotix, trebao se pojaviti u prvoj igrici, Sonic the Hedgehog (1991.) kao član Sonicovog benda, što se nikad nije ostvarilo. Vector je detektiv koji vodi svoj tim s izraženim borilačkim vještinama te je pametan i ima srce djeteta. Nekad je luckast i zna činiti greške, te biti ljubomoran, ali je uvijek spreman pomoći svom timu kad treba.

#### Espio the Chameleon
Espio je tajanstveni nindža koji može manipulirati zrak i lebdjeti, kamoflirati se tako da postane nevidljiv i bacati šurikene. U svim svojim pojavama je koristio barem jedan od ovih poteza. U svojoj prvoj pojavi može mijenjati svoje boje kao kameleon. Espio je brz, može skakati po zidovima, skakati i smotati se u kuglu kao Sonic tako da napadne neprijatelje, te koristi svoj kunai tako da se zakači za vješala i ljuljati se iznad rupa.

#### Charmy Bee
Charmy je najmlađi član tima. On je mala hiperaktivna pčelica. On leti jako brzo i tako napada neprijatelje uz pomoć bodlje na njegovom repu. On je jak kao njegovi prijatelji, i može ih sam nositi dok se oni drže za njega, ali također je manje ozbiljan, više šašav i ponekad nezreo. Voli se nekada rugati Espiju i Vectoru kad su pre ozbiljni, čak i u ozbiljnim situacijama gdje ostali nisu u takvom raspoloženju.

#### Mighty the Armadillo
Zaboravljeni brat Chaotixa. Prvo se pojavio u SegaSonic the Hedgehog bez Chaotixa i Knucklesa, nego sa Sonicom i Rayem. Tek se pojavio s Chaotixima u Knuckles' Chaotix. on se može smotati u kuglu i ima mnoge slične poteze Sonicu jer je bio Sonicov prvi dizajn prije no što je postao jež. Mighty je imao park kameoa u igrama kao Sonic Generations, ali ništa baš više od toga, sve do Sonic Mania Plus. Ovdje je pokazao svoju snagu, odlučnu osobinu, i neke nove vještine kao to da može podnijeti jedan mali udarac ili jako se zabiti u tlo i razbiti sve blizu njemu.

##### Ray the Flying Squirell
Iako Ray nije član Chaotixa, ima sličnu priču kao Mighty pa će ovdje biti spomenut. Ray se pojavio s Mightyem i Sonicom u SegaSonic the Hedgehog, ali za razliku od Mightyja, Ray je skroz bio zaboravljen s jednim kameom u Sonic Generations. Vratio se u Sonic Mania Plus i pokazao svoje vještine leta.

### Chaoi Chaos
Chaoi su čarobna biča nalik anđelima s malim okruglim rukama i nogama te buckastim trbuhima. Što se tiče neutralni Chaoa, imaju plavo tijelo te žute krajeve udova i male kuglica koje lebde iznad glave. Dark Chaoi su crni Chaoi s crvenim ustima i krajevima udova i bodljastim kuglicama iznad glave. Te imaju i Hero Chaoi koji su bijeli s plavim krajevima udova i malim vijencem na glavi. Također postoji i mnogi drugi Chaoi različitih boja. Chaos je mutirani Chao koji je nastao nakon napada nad Chaoima sa strane plemena ježaka u Sonic Adventure.

### Tikal the Echidna i pleme Ježaka
Tikal je kćer poglavice plemena Ježaka, Pachacamaca, koji je vodio svoje pleme da ubije mnoge Chaoe, koje je Tikal htjela štititi od ozljeda. Da zaustavi njeno korumpirano pleme, sebe je zarobila u Master Smaragd s Chaosom, i kad se smaragd slomio u Sonic Adventure, ona i Chaos su se izvukli i Tikal se pojavila kao svjetlucava leteća roza kugla koja je pomagala likovima na njihovoj pustolovini. Na kraju igre Chaos je vraćen u normalu uz nju, i vratili su se u zagrobni život s njime uz mnoge Chaoe, a pleme Ježaka se više nikad ne vidi do Sonic Chronicles: The Dark Brotherhood, no pošto ne spominju Tikal, moguće je da je ovo novo pleme.

### Big the Cat i Froggy
Big je komičan ljubičasti mačak koji voli pecati i družiti se s Amy i Cream. Njegov najbolji prijatelj je žabica Froggy, koji stalno bježi od njega iz nepoznatog razloga. Prvo su se pojavili u Sonic Adventure gdje je Froggy slučajno progutao smaragd kaosa zbog čega ga je oteo Chaos i zato ga je Big pokušao spasiti. Sljedeći put se pojavio u Sonic Heroes, s Amy i Cream stvorili su Tim Rose. Big ima dubok šašav glas, voli plivati, te je ponekad malo glup. U Team Sonic Racing, gdje je bio u timu s Amy i Chaoima, pokazao je da je često zbunjen i govori gluposti prije nego što misli o njima. Unatoč tome, nekad zna slučajno reći nešto pametno i od pomoći.

### E-100 roboti
E-100 roboti su roboti koje je stvorio Doktor Eggman. Stvorio ih je da budu odani, ali neki od robota su otišli svojim putem i ignorirali starog Robotnika
- E-100 Alfa, poznatiji kao Zero, je prvi robot serije te ga Eggman smatra prototipom. Na kraju Sonic Adventure pretvoren je u ogromnog robota koji izgleda drugačije od drugih.
- E-102 Gama (Steve Sheppard-Broadie) je jedan od glavnih likova Sonic Adventure koji počini samoubojstvo na kraju igrice nakon što sazna što je Eggman nepravio njegovoj braći. On je bio stvoren da poštuje Eggmana kao drugi roboti, ali kad upozna Amy, ona mu pokaže da ima osjećaje i da mu Eggman ne treba.
- E-123 Omega (Jon St. John, Jeff Kramer, Maddie Blaustein, Vic Mignogna, Aaron LaPlante) je lik koji se prvo pojavi u Sonic Heroes. On je još jedan robot koji je zamrzio Eggmana i ostavio ga iza sebe, te je odlučio da će mu cilj biti uništiti sve robote koje je stvorio. Pokušao je ubiti Shadowa, ali ga je Rouge smirila te je stvorila Tim Dark. Nakon toga je postao protagonist koji ide na pustolovine s ostalim likovima.

### Omochao
Omochao je robot koji se pojavljuje u Sonic Adventure kao sudac za Chao Race. Njegovo prvo važnije pojavljivanje bilo je u Sonic Adventure 2. Igračima je davao upute i smjernice, te im je objašnjavao za što služe gumbi. Njegovo ime je kombinacija japanske riječi "omocha" (igračka) i Chao, što on jest. U mnogim igrama se ne može kontrolirati, nego se pojavljuje kao sudac u mnogim sportskim i trkaćim igrama.

### Shadow the Hedgehog
Shadow je "ultimativni životni oblik" koji se po prvi put pojavi u Sonic Adventure 2. Počne kao Sonicov protivnik ali kasnije postanu samo prijateljski rivali. Shadow je jedan od par likovi koji mogu koristiti Kaos kontrolu. Njome može usporiti i zaustaviti vrijeme. Također ima cipele kojim leti, te također, kao Sonic, ima svoju Super formu.

#### Maria Robotnik
Maria bila je Shadowova najbolja prijateljica, zajedno su se družili kad je Gerald stvorio Shadowa ali su se problemi pojavili kad je Gerald stvorio izum koji bi mogao uništiti svijet. Vlada ga je uhitila i ubila, te su pokušali protjerati sviju koji su ga znali, ovo je značilo opasnost za Mariu. Maria je bila upucana te je poslala je Shadowa na Zemlju, zbog čega je Shadow pokušao uništiti cijelu Zemlju i sviju na njoj.

### Rouge the Bat
Rouge je šišmiš i špijunka koja obožava dragulje. Ona radi za vladu te je u timu sa Shadowom i Omegom. Ona s ostalim likovima često ide u pustolovine, te ima prijateljsko rivalstvo s Knucklesom zbog njene ljubavi dragog kamena. Rouge može letjeti i koristi svoje oštre cipele kao oružje da se probije kroz zidove, tlo i staklo. Također se nekad ponaša zavodljivo i seksi da se šali s drugim likovima ili da natjera druge da joj dadnu ili donesu što želi

### Cream the Rabbiti Chao Cheese
Cream je mali kožni zec visokog glasa koja može letjeti svojim velikim ušima. Cream je slična Tailsu (zbog čega neki fanovi misle da su ljubavni par), jer je mlada (malo mlađa od Tailsa s 6 godina), može letjeti, sramežljiva je te smatra Sonica njenim starijim bratom i idolom. Upoznala je grupu u Sonic Advance 2 i htjela je ići na avanturu sa Sonicom, što joj je dopustio jer se pokazala korisnom. Creamin mali partner je Cheese, neutralni Chao koji sluša njene zapovijedi i lagano napada robote, zajedno su mali leteći tim.

### Zapovjednik G.U.N.-a
Zapovjednik je jedan od glavnih antagonista igre Shadow the Hedgehog. Zapovjednik je organizacije Guardian Units of Nations (G.U.N.), organizacija vlade u serijalu. Živio je na ARK-u, izumu Geralda Robotnika, kao mladi dječak. Poznavao je Mariju Robotnik i vidio je kako je Gerald stvorio Shadowa. Obitelj mu je ubijena u G.U.N.-ovom napadu ARK-a i počeo je mrziti Shadowa kad je iskusio Marijinu smrt. Na kraju shvati da se Shadow ne sjeća incidenta i prestane ga mrziti. Također se pojavio u stripovima Archie i u Sonic Chronicles: The Dark Brotherhood.

### Blaze the Cat
Blaze se prvo pojavila u Sonic Rushu kao kraljica iz druge dimenzije, nije je bilo briga za Sonica i njegove prijatelje, ali je je postala druželjubiva kad je zapravo upoznala Sonicove prijatelje, te se spirjateljila sa Sonicom. Priča joj se malo promijenila u Sonic the Hedgehog (2006.), u toj igrici je bila prijatejica Silveru iz budućnosti koja se uz njega borila protiv Iblisa. U toj igrici je umral i teleportirala u drugu dimenziju. Nije se pojavila u puno glavnih igrica, ali je čest lik u spin-offovima.

### Eggman Nega
Eggman Nega je Eggmanov nasljednik iz 200 godina u budućnosti, koji se prvo pojavljuje u Sonic Rush kao glavni neprijatelj Blaze the Cat i kasnije Silver the Hedgehoga. Uzrokuje nevolje ne samo putem putovanja kroz vrijeme, ali također putujući kroz dimenzije. Iako izgleda slično Eggmanu, ponaša se drugačije. Priča i izražava se pristojno, ali se ponaša gore i zlobniji je. Njegova uloga u serijalu se varira; u Sonic Rush igrama, radi s Eggmanom kao tim, ali u Sonic Rivals igrama, koristi njegov sličan izgled Eggmanu u njegovu prednost, te glumi da nije zao i dadne drugima da krive Eggmana.

### Babylon Roguesi
Babylon Roguesi su rivali Sonicu, Tailsu i Knucklesu. Prvo se pojavljuju u Sonic Riders gdje Sonica i njegov tim vrijeđaju i pokušaju ih sabotirati. U drugim igricama kao Sonic Riders: Zero Gravity i Sonic Free Riders su sačuvali rivalski odnos sa Sonicovim timom.

#### Jet the Hawk
Jet je vođa Babylon Roguesa. On je zeleni sokol koji nosi crvene čizme. Smatra se najboljim vozačem Extreme Geara i bržim od Sonica. Pokazao je da mrzi Sonica, ali Sonic ima prijateljsko rivalstvo s Jetom. Jet je jako arogantan i umišljen, nekad je smiren, ali to ne pokazuje jer se često ljuti kad se Wave i Storm svađaju ili kad se natječe sa Sonicom.

#### Wave the Swallow
Wave je ljubičasta lastavica sa zlatnim naočalama, prstenjem oko ruku, bijelom kapom, dugom kosom, bijelim hlačama i grimiznim cipelama. Wave je slična Tailsu, jako je pametna i uvijek smišlja strategije za njen tim da pobjede u svakom natjecanju. Wave se također stalno ruga Tailsu, možda iz ljubomore, moguće bez razloga. Wave također ne želi prihvatiti poraz ili priznati da su drugi bolji od nje.

#### Storm the Albatross
Storm je sličan Knucklesu što se tiče snage, ali također je jako nespretan i šašav. On je krupni sivi albatros s bijelim trbuhom, dugim kljunom, crnim očima, malim žutim naočalama, brončanim rukavicama i srebrnim cipelama.

### Silver the Hedgehog
Silver je malo čudan lik. Njegova narav mijenja se od igrice do igrice, uz to se mijenja i njegova priča. U njegovoj prvoj pojavi (Sonic the Hedgehog (2006.)) bio je jež iz distopijske budućnosti koji se borio protiv zlog Iblisa da popravi svoj svijet uz Blaze. Bio je naivan i antagonist koga je zavarao Mephiles, ali na kraju igrice se sprijateljio s drugima i pridružio im se u uništavanju Mephilesa nakon smrti Blaze. U drugim igricama je prikazan kao naivan i malo spor u glavi, ali brižan i nadaren.

### Princeza Elise
Princeza Elise je vladarica Soleanne, mjesto radnje Sonic the Hedgehog (2006.). Otac joj je umro kad je bila mlada, ali prije nego što je umro je u nju zarobio plamen katastrofe, Iblisov plamen, koji će osloboditi ako se rasplače. Na kraju igrice to napravi nakon što Sonic umre, ali kad ga vrati u život ispuše taj plamen i izgubi svo sjećanje Sonica.

### Mephiles the Dark
Mephiles je mutirano biče slučajno stvoreno nakon neuspjeha projekta Solaris. Nakon projekta je Mephiles bio razdvojen u Iblisa, moć Solarisa, i Mephilesa, misli Solarisa. Nakon stvaranja je bio zarobljen u žezlu tame. Mnogo godina kasnije je žezlo bilo slomljeno i Mephiles je bio oslobođen, korumpiran i uzimajući formu sličnu Shadowu bez boje. Silver je pokušao uvjeriti da ubije Sonica i rasplače Princezu Elise da oslobodi plamen Iblisa. U tome uspije, spoji se s Iblisom i stvori Solarisa, biće koje skoro uništi svijet ali ga unište Sonic, Silver i Shadow.

### Orbot i Cubot
Orbot i Cubot su drski, sarkastični roboti koje je napravio doktor Eggman. Orbot se prvo pojavio u Sonic Unleashed bez Cubota po imenu 5A-55 (Sass), Imao je bijelo tijelo i dubok glas, ali se to promijenilo u njegovoj drugoj pojavi, Sonic Colors. Orbot je bio crven i imao je visok ali smiren glas, no zadržao je svoju nestašnu osobnost. U Sonic Colors se po prvi put pojavio i Cubot, i imao je problema s glasom, jer mu se glas stalno mijenjao i postajao čudniji. Cubot ima kockasto i žuto tijelo. U Sonic Lost World (gdje je Cubot izgubio svoju glavu) i Sonic Boom su se također pojavili.

### Wispovi
Wispovi su fikcionalna vrsta vanzemaljaca koji se prvo pojavljuju u Sonic Colors. Njihove boje daju moći njihovom korisniku (npr. Žuti daje moć bušenja u tlo, narančasti daje moć letenja poput rakete, magenta daje moć ritma itd.), i glavni Wisp koji se sprijatelji sa Sonicom i Tailsom je Yacker. Yacker objašnjava da su Wispovi s dalekog istoimenog planeta, ali u Sonic Colors im je Eggman preuzeo planet i zato ih Sonic mora spasiti. Pojavljuju se u nekim drugim igricama kao Sonic Lost World i Sonic Forces s istom svrhom, davanjem korisniku moći, ali u Sonic Forces, Wispovi su pretvoreni u oružje, što se vidi i u IDW Publishing stripovima.

### Sticks the Badger
Sticks je jedna od glavnih likova Sonic Boom mini-serijala. Sitcks je jazavac iz džungle koja ima bumerang i također je snažna i nasilna kad je potrebno. U mnogim epizodama Sonic Boom emisije, Sticks je šašava, luckasta i pomalo zbunjena, ali je odana svojim prijateljima i mrzi zlikovce. Pokazala je da ima pozitivan odnos s Amy Rose, i u jednoj epizodi joj Amy pokuša pomoći biti više ženstvena i uljudna, ali Amy zadivi Sticksina nadarenost i snaga.

### Infinite
Infinite je magični i moćni maskirani čagalj s ćarobnim močima. U početku je bio vođa svoje grupe, ali njegovu grupu je jednog dana napao Shadow. Nakon toga, Infinite je poludio i zamrzio cijeli svijet, i zato ga je htio preuzeti radeći s Eggmanom.

## Sporedni i pozadinski
- Alf-Layla-wa-Layla
- Ali Baba
- Ashura
- Avatar
- Bark the Polar Bear
- Battle Kukku 16th
- Bean the Dynamite
- Bearenger
- Biolizard
- Black Arms
- Black Doom
- Blacksmith
- Blaze the Cat
- Blue Knuckles
- Burning Blaze
- Caliburn
- Captain Whisker
- Carrotia
- Chaos Gamma
- Chaotix final boss
- Chip
- Chocola
- Cucky
- Dark Gaia
- Darkspine Sonic
- Doctor Fukurokov
- Dodon Pa
- Don Fachio
- Duke of Soleanna
- E-10000B
- E-10000G
- E-10000R
- E-101 β
- E-101mkII
- E-103 δ
- E-104 ε
- E-105 ζ
- E-121 Phi
- E-123 Omega
- Eggman Nega
- Eggrobo
- Emerl
- Erazor Djinn
- Excalibur Sonic
- Fang the Sniper
- Flicky
- Focke-Wulf
- Froggy
- G-merl
- Gaia Colossus
- Sir Galahad
- Sir Gawain
- Sir Lamorak
- Sir Lancelot
- Sir Percival
- Solaris
- Sonic the Werehog
- Sonictchi
- Super Ix
- Super Knuckles
- Super Mecha Sonic
- Super Mighty
- Super Ray
- Super Shadow
- Super Silver
- Super Sonic
- Super Tails
- Great Battle Kukku 15th
- Has Bean
- Heavy and Bomb
- Honey the Cat
- Hyper Knuckles
- Hyper Sonic
- Iblis
- Ifrit
- Ifrit Golem
- Illumina
- Ix
- Johnny
- King Arthur
- King Boom Boo
- King Shahryār
- Lah
- Luigi
- Lumina Flowlight
- Marine the Raccoon
- Mario
- Master Core: ABIS
- Master Zik
- Mecha Knuckles
- Mecha Sonic
- Merlin
- Merlina the Wizard
- Metal Knuckles
- Metal Madness
- Metal Overlord
- Metal Sonic 3.0
- Mii
- Neo Metal Sonic
- NiGHTS
- Nimue, Lady of the Lake
- Orca
- Pachacamac
- Pecky
- Perfect Chaos
- President of the United Federation
- Remote Robot
- Rocket Metal
- Rocky
- SCR-GP
- SCR-HD
- Shade
- Shadow Android
- Shahra, the Genie of the Ring
- Shugo-hei
- Sinbad
- Tails Doll
- Team Chaotix
- Team Dark
- Team Rose
- Team Sonic
- Vanilla the Rabbit
- Void
- Wentos
- Witchcart
- Xbox Live Avatar
- Zavok
- Zazz
- Zeena
- ZERO
- Zomom
- Zor

## Drugi kontinuiteti
- Sonic the Hedgehog (Archie Comics)
- Sonic the Hedgehog (IDW Publishing)
- Avanture Sonica
- Sonic the Hedgehog (TV serija)
- Sonic the Hedgehog (OVA)
- Sonic Underground
- Sonic the Comic
- Sonic X
- Sonic: Super jež

### Troll Associates
- Sonic the Hedgehog
- Repić (Miles "Tails" Prower)
- Sally
- Nicole
- Biba (Bunnie Rabbot)
- Doktor Robotnik
- Šmrko (Snively)
- Antoine
- Rotor Walrus
- Muttski
- Swatbotovi
- Ujko Mirko (Uncle Chuck)
- Digger the Woodchuck
- Ari
- Knuckles the Echidna

### Virgin Books
- Sonic the Hedgehog
- Miles "Tails" Prower
- Doktor Ivo Robotnik
- Sally Acorn
- Porker Lewis
- Johnny Lightfoot
- Flicky
- Chirps
- Tux
- Eggor/Valentino/Kevin
- Mickey the Monkey
- Stevie the Mole
- King Peter
- Capone
- Roaming Romans
  - Caesar
  - Julius

- Doktor Ovi Kintobor
- TreeMan
- Moss Perot
- Joe Sushi
- Carrie the Coypu
- Eric the Echidna
- Arctur the Dragonkin
- Torment Squad
- The great bungo of Thrubb
- Agent Grey
- Agent Orange
- Science Council
- Captain Karl
- Sergeant Sir
- Time Police officers
- Elder Kay
- Elder Jay
- Lightfoot Clone Type B
- Mum the baby dinosaur
- Utahraptor
- Cinos the Anti-Sonic
- Roboti
- Ichneumon the White Mouse
- Chin Lie
- Mickey the Monkey
- Eggor MK.II
- Jase
- Ferdy
- Thug
- Mr. Attenbot
- Spielbot

### Ladybird
- Sonic the Hedgehog
- Miles "Tails" Prower
- Knuckles the Echidna
- Doktor Robotnik
- Flickiesi
- Životinje
- Badniksi

### Fantail
- Sonic the Hedgehog
- Miles "Tails" Prower
- Zonik
- Doktor Robotnik
- Flickiesi
- Životinje
- Badniksi
- Amy Rose

### ShogakukanMange
- Sonic the Hedgehog
- Nicky
- Doktor Eggman
- Miles "Tails" Prower
- Amy
- Anton Veruca
- Charmy Bee
- Tania/Anita
- Little John
- Brenda
- Paulie
- Mad
- Migu
- Hogi
- Vera
- Metalni Sonic
- Patty
- Monica
- Omlette